# OOEP
OOEP (англ. Oocyte expressed protein) – білок, який кодується однойменним геном, розташованим у людей на 6-й хромосомі. Довжина поліпептидного ланцюга білка становить 149 амінокислот, а молекулярна маса — 17 170.
| 10         |  | 20         |  | 30         |  | 40         |  | 50         |
| ---------- |  | ---------- |  | ---------- |  | ---------- |  | ---------- |
| MVDDAGAAES |  | QRGKQTPAHS |  | LEQLRRLPLP |  | PPQIRIRPWW |  | FPVQELRDPL |
| VFYLEAWLAD |  | ELFGPDRAII |  | PEMEWTSQAL |  | LTVDIVDSGN |  | LVEITVFGRP |
| RVQNRVKSML |  | LCLAWFHREH |  | RARAEKMKHL |  | EKNLKAHASD |  | PHSPQDPVA  |

A: Аланін

C: Цистеїн

D: Аспарагінова кислота

E: Глутамінова кислота

F: Фенілаланін

G: Гліцин

H: Гістидин

I: Ізолейцин

K: Лізин

L: Лейцин

M: Метіонін

N: Аспарагін

P: Пролін

Q: Глутамін

R: Аргінін

S: Серин

T: Треонін

V: Валін

W: Триптофан

Локалізований у цитоплазмі.